# We Are Pilots (v2)
A We Are Pilots a Shiny Toy Guns nevű együttes másodikként, 2005 novemberében megjelent albuma. Az album nem hivatalos címében azért szerepel a „v2”, vagyis második verzió, mivel azonos címen már jelent meg lemezük.

## Az album dalai
1. „Le Disko” – 3:23
2. „You Are the One” – 4:20
3. „Don't Cry Out” – 4:06
4. „Rainy Monday” – 3:55
5. „We Are Pilots” – 4:04
6. „Shaken” – 3:44
7. „Turn to Real Life” – 3:26
8. „Waiting” – 4:19
9. „When They Came for Us” – 4:23
10. „Weather Girl” – 4:38
11. „Photograph” – 3:50
12. „Stripped” – 3:30